# Cezar & Paulinho
Cezar & Paulinho é uma dupla de cantores de música sertaneja do Brasil, formada pelos irmãos Sebastião Cezar Franco, o Cezar (Piracicaba, 18 de janeiro de 1958), e Paulo Roberto Franco, o Paulinho (Piracicaba, 16 de maio de 1960).
Cezar & Paulinho são filhos de Clarice Ferreira, falecida em 6 de outubro de 2014, e Sebastião Franco, o Craveiro e sobrinhos de Cravinho, da também dupla sertaneja Craveiro & Cravinho, também irmãos. Por serem filhos de Craveiro, são a segunda geração de cantadores da família, porém, Cezar é pai da terceira geração, a dupla sertaneja Ed & Fábio Cezar, que tiveram participação no DVD de Cezar e Paulinho, juntamente com Craveiro & Cravinho, cantando juntos, as três duplas, a música "Geração de Cantador" (Cezar/Beto Surian).
Cezar & Paulinho são uma das mais tradicionais duplas da música sertaneja do Brasil. Emplacaram inúmeros sucessos, entre eles "Noite Maravilhosa", "I Love You Baby", "Loira do Carro Branco", "Boboca e Bobão", "Asa Delta", "Duas Vezes Você", "Viajante Solitário", "Só Por Você", "Mel e Morango", "Da Água pro Vinho", "Poderoso Timão" (homenagem ao Corinthians, time pelo qual a dupla torce), "Faz de Conta que Eu Sou Ele", "Pé de Bode", "Amor Além da Vida", "Companheiro É Companheiro", "O Meu Jeito de Amar", "Você É Tudo Que Pedi pra Deus", "Morto de Saudade Sua", "Forró Bailão", "Chute pro Gôoorrr", "O Povo Fala" e "Nóis É Cowboy", na qual a dupla diz "nóis é xiki nu urtimu", tendo criado um bordão a partir desta frase, dizendo em todas as entrevistas "Cezar & Paulinho é xiki nu urtimo". Outra música de destaque é "Verdade de Pescador", que virou tema do personagem "Jeca Gay" interpretado por Moacyr Franco em A Praça é Nossa.
Com mais de 40 anos de carreira, 29 CDs lançados e 5 DVDs, Cezar & Paulinho entraram para a história da música sertaneja. Os irmãos piracicabanos são hoje um dos grandes nomes do segmento.

## Biografia
Sebastião Cezar Franco e Paulo Roberto Franco, os filhos de Craveiro, da dupla Craveiro e Cravinho, têm na música uma herança que passa de geração em geração, já tendo sua continuidade em Ed e Fabio, filhos do Cezar que já seguem cantando. Por isso dizem que com Cezar e Paulinho a música sertaneja está "na veia".
Também, desde meninos, ouviam modas sertanejas, acompanhando rodas de viola em casa. Entre os participantes dos encontros, estavam músicos como Tião Carreiro, Belmonte e João Mineiro e mais uma série de ícones do gênero caipira. Foi na Radio Difusora de Piracicaba, ainda crianças, que cantaram pela primeira vez com um tema de Léo Canhoto. Apadrinhados pela dupla João Mineiro & Marciano, Cezar & Paulinho gravaram o primeiro disco em 1974. Venha Me Dar Suas Mãos teve como destaque a música “O Calvário” e abriu as portas para que os irmãos assinassem com a extinta Chantecler, que lançou o segundo disco da carreira Beleza do Sertão. O primeiro grande sucesso veio em 1981, com Noite Maravilhosa, faixa título do terceiro álbum dos sertanejos. Ainda na década de 80, Cezar & Paulinho gravaram Coração Marcado (1982), A Explosão da Música Sertaneja (1984), Asa Delta (Voando Livre) (1985), Grand Prix do Amor (1986), Viajante Solitário (1987) e Cezar & Paulinho - Vol. 8 (1988), este último trazendo o sucesso “Você É Tudo Que Pedi pra Deus” (composição de Roberta Miranda).
Na década seguinte, a dupla registrou mais sete álbuns cada um emplacando grandes hits. Em 1990, a música título “O Meu Jeito de Amar” estourou em todo Brasil. Em 1992, o destaque do álbum Cezar & Paulinho - Vol. 10 ficou por conta de “Morto de Saudade Sua” (composição de Zezé Di Camargo e Fátima Leão) e “Duas Vezes Você”. A música “Da Água Pro Vinho” veio em 1993, em 1995, “Faz De Conta Que Sou Ele” e em 1997, “Mais Você Do Que Eu”. O álbum Você Marcou Pra Mim (1998) incluiu o sucesso “Pé de Bode” – aquela do refrão “puta que pariu pisa no freio Zé”". Em seguida, veio Santa Maria do Brasil (1999), que contém o sucesso "Nunca Mais”. Dosando cada vez mais as músicas típicas sertanejas com temas do cotidiano, Cezar & Paulinho gravaram ainda Nóis é Caubói (2000), Alma Sertaneja (de 2001, um projeto especial somente com o resgate de clássicos rurais), Cezar & Paulinho - Ao Vivo (2002), Dois Amigos, Dois Irmãos (2003), Ninguém Vive Sem Amor (2004), Amor Além da Vida - Ao Vivo (2006) e Companheiro É Companheiro (2007).
Em 2010, lançaram o álbum Estúdio Ao Vivo, onde a música de destaque foi "Vai Que Cola". Em 2011, lançaram em CD e DVD o álbum “Alma Sertaneja”, que contou com diversas participações especiais como é o caso de Chitãozinho & Xororó, Sérgio Reis e Inezita Barroso. Esse projeto se tornou uma das maiores homenagens à viola, aos violeiros e à música sertaneja de raiz. Em 2013, a dupla lançou o CD duplo “Discografia Ouro e Prata”, com releituras de 24 canções, uma de cada álbum da carreira, em versões completamente renovadas.
Em 2014, a dupla lançou o álbum de inéditas O Povo Fala que, além da faixa-título, teve como destaque a faixa “Fusca 66”. Em 2015,  lançaram a segunda edição do projeto “Alma Sertaneja”, que também contou com participações especiais de consagrados nomes da música sertaneja brasileira.
Em 2016, o “Show de Estrada”, lançado em CD e DVD, marca a primeira vez da dupla tocando ao lado de uma orquestra. O trabalho foi gravado na cidade de Lençóis Paulista, em São Paulo, e contou com a participação da Orquestra Municipal de Sopro de Lençóis Paulista. No ano seguinte, lançaram o álbum “Efeito Dominó (Papel de Parede)”, com inéditas de grandes compositores, como Carlos Randall, João Gustavo, Paraíso e muitos outros.
No ano de 2018 a dupla assinou contrato com o escritório artístico Talismã Music, que administra a carreira de grandes nomes como Leonardo, Eduardo Costa, Trio Parada Dura, Zé Felipe e outros. No ano seguinte, é lançado o álbum 40 Anos, que foi gravado em novembro de 2018 na casa de show Coração Sertanejo em São Paulo/SP. O quinto DVD da dupla Cezar e Paulinho em comemoração aos 40 anos de carreira traz participação de Leonardo, Eduardo Costa e Zé Neto & Cristiano.

## Discografia

### Álbuns de Estúdio
- 1974 - Venha Me Dar Suas Mãos
- 1978 - Belezas do Sertão
- 1981 - Noite Maravilhosa
- 1982 - Coração Marcado
- 1983 - Vol. 4 - Explosão da Música Sertaneja
- 1985 - Vol. 5 - Asa Delta (Voando Livre)
- 1986 - Grand Prix do Amor
- 1987 - Viajante Solitário
- 1988 - Cezar & Paulinho - Vol. 8
- 1990 - Vol. 9 - O Meu Jeito de Amar
- 1992 - Cezar & Paulinho - Vol. 10
- 1993 - Cezar & Paulinho
- 1995 - Cezar & Paulinho
- 1997 - Cezar & Paulinho - Vol. 13
- 1998 - Você Marcou Pra Mim
- 1999 - Santa Maria do Brasil
- 2000 - Nóis é Caubói (Nóis é Xiki Nú Úrtimo)
- 2001 - Alma Sertaneja
- 2002 - Cezar & Paulinho
- 2003 - Dois Amigos, Dois Irmãos
- 2004 - Ninguém Vive Sem Amor
- 2007 - Companheiro é Companheiro
- 2010 - Estúdio Ao Vivo
- 2013 - Discografia Ouro e Prata
- 2014 - O Povo Fala
- 2017 - Efeito Dominó (Papel de Parede)

### Coletâneas
- 1995 - Grandes Sucessos
- 2000 - Disco de Platina
- 2000 - Bailão do Cezar & Paulinho
- 2001 - Warner 25 Anos
- 2002 - Bailão do Cezar & Paulinho - Vol. II
- 2003 - Os Gigantes
- 2006 - Warner 30 Anos
- 2007 - Nova Série
- 2008 - 80 Anos de Música Sertaneja
- 2013 - O Melhor de Cezar & Paulinho

### CDs Ao Vivo
- 2006 - Amor Além da Vida - Ao Vivo
- 2011 - Alma Sertaneja
- 2015 - Alma Sertaneja II - Ao Vivo
- 2016 - Show de Estrada
- 2019 - 40 Anos

### DVDs Ao Vivo
- 2006 - Amor Além da Vida - Ao Vivo
- 2011 - Alma Sertaneja
- 2015 - Alma Sertaneja II - Ao Vivo
- 2016 - Show de Estrada
- 2019 - 40 Anos